# Ковентрі
Ко́вентрі (англ. Coventry) — місто в центральній частині Великої Британії, на схід від Бірмінгему. Населення 306 700 осіб (2007).
Авто-, авіа-, двигуно- і верстатобудування, електротехнічна і радіоелектронна промисловість; виробництво алюмінію і бронзи, штучного шовку.
Ковентрійський університет, технічний коледж.
Руїни готичного собору (XIV століття; зруйнований під час Другої світової війни), поруч — новий собор (XX століття).
Після зруйнування частини міста під час німецьких бомбардувань у часи Другої світової війни воно було відбудоване й пережило економічний бум у 50-х–60-х роках XX ст. 

## Відомі особистості
У поселенні народився:
- Мері Крей (1967) — британський політик.

У поселенні померли:
- Діана Коупленд (1928—2006) — англійська акторка.